# Ozereanka, Jîtomîr
Ozereanka (în ucraineană Озерянка) este localitatea de reședință a comunei Ozereanka din raionul Jîtomîr, regiunea Jîtomîr, Ucraina.

## Demografie
Componența lingvistică a localității Ozereanka
     Ucraineană (98,09%)
     Alte limbi (0,87%)
Conform recensământului din 2001, majoritatea populației localității Ozereanka era vorbitoare de ucraineană (98,09%), existând în minoritate și vorbitori de armeană (1,04%).